# Микульчице
Микульчице (чеш. Mikulčice, нем. Mikultschitz) — деревня и муниципалитет в Южноморавском крае Чехии. Входит в состав района Годонин.
Находится на юго-востоке Моравии в 7 км к юго-западу от Годонина на границе с Словакией на высоте 164 м. Занимает площадь 1530 га, 623 дома, 1946 жителей. Почтовый индекс 696 19.

## История
В 3 км к юго-востоку от деревни на реке Мораве в VI—X веках находилась славянская крепость, являвшаяся одним из главных центров Великой Моравии.
Археологи выделяют раннесредневековый археологический горизонт металлоконструкций Блатница-Микульчице (VIII—IX века). Название горизонта происходит от археологических памятников в Блатнице (Турьец, Словакия) и Микульчице (Чехия). Наиболее характерными находками горизонта Блатница-Микульчице являются мечи с изысканными украшениями из могил мужчин-воинов. Ян Декан пишет, что это показывает, как моравские мастера выбирают «элементы орнаментального содержания каролингского искусства, которые соответствуют их эстетическим потребностям и традициям». По словам Ф. Курта, мечи и другие предметы горизонта Блатница-Микульчице демонстрируют «переход от тактики конного боя, типичной для кочевой войны, к тяжёлой кавалерийской технике», а также развитие местной элиты в регионах к северу от реки Дунай и Великой Венгерской равнины в начале IX века.

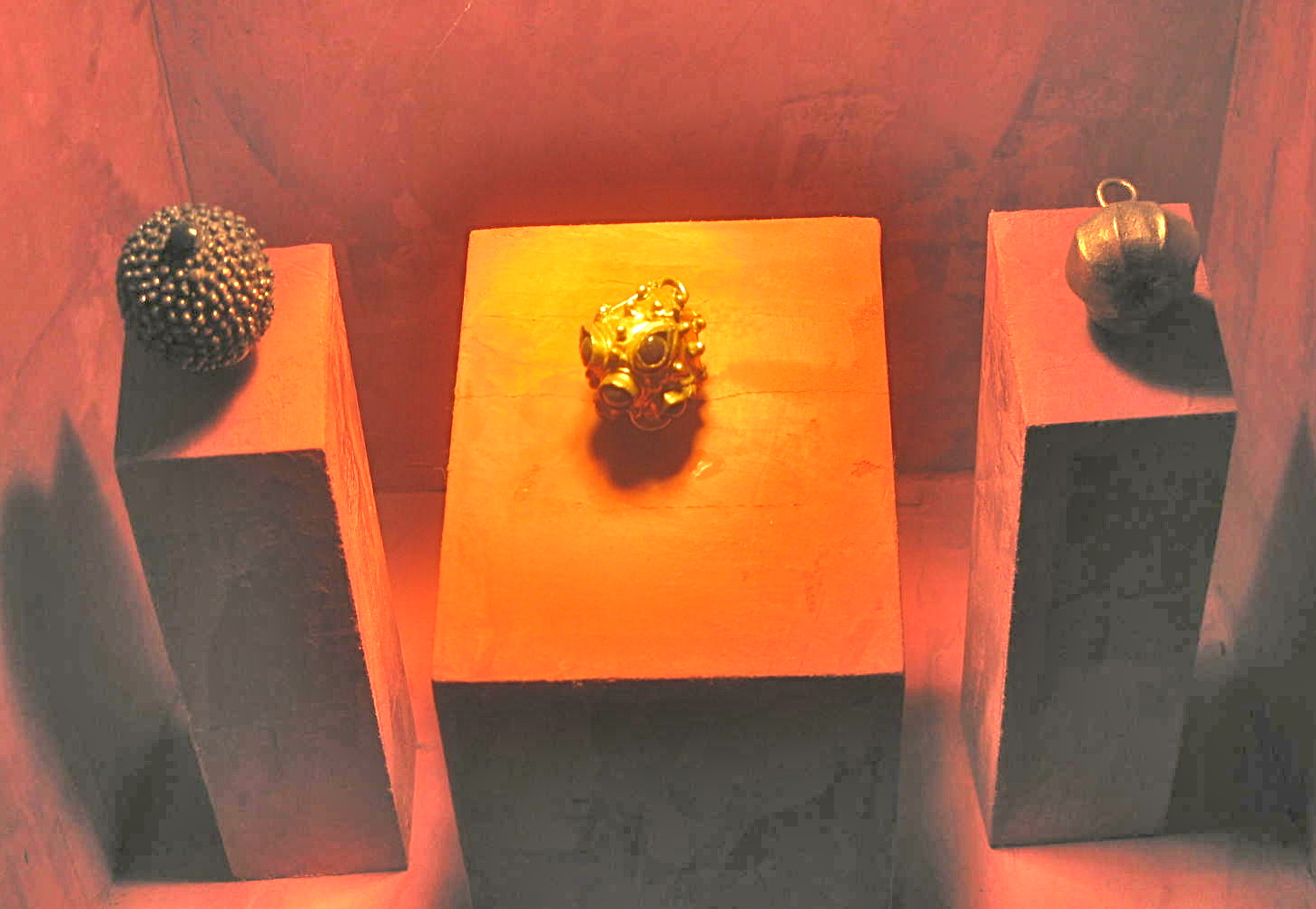
Шаровидные украшения-пуговицы или гомбики из Микульчице

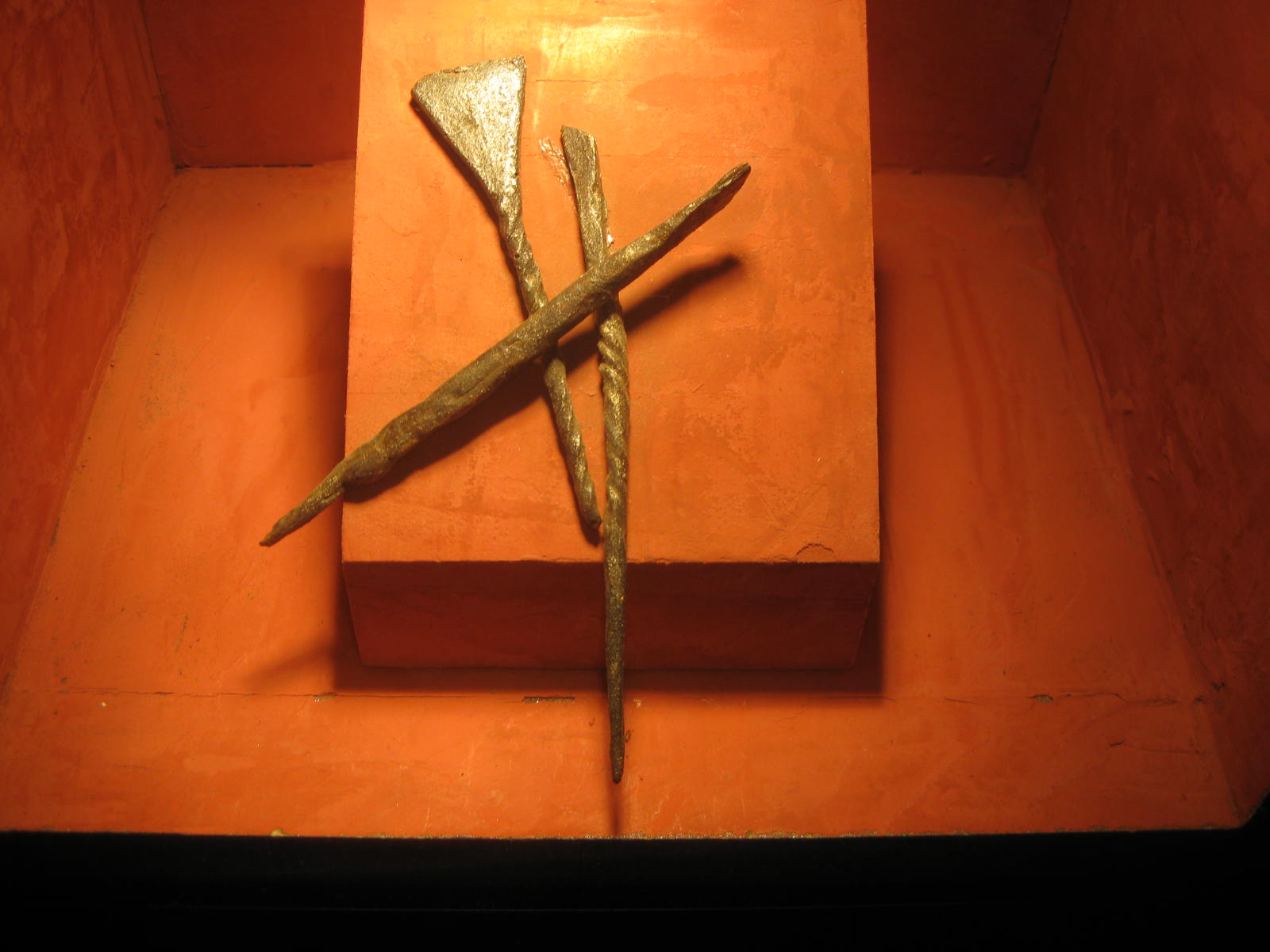
Микульчицкие железные стили (писа́ла) для письма на восковых табличках

На «некоторых поясных бляхах и наконечниках из Микульчиц, Поганьско (близ Бржецлава), Старого Места, Желенок и, особенно, на типичных великоморавских украшениях — гомбиках», имеются такие же орнаментальные мотивы как на серебряных оковках турьих рогов из Чёрной могилы в Чернигове и оковках рукояти меча из дружинной могилы близ Золотых ворот в Киеве. И древнерусские, и моравско-чешские группы находок этого стиля возникли на основе одинакового причерноморского и иранского происхождения, которое нашло отражение в орнаментации золотых сосудов из Надьсентмиклошского клада.
Найденные в Микульчице один фрагментированный и два целых (длиной 8,33 и 9,8 м) узких челна (обтекаемые раннесредневековые однодеревки) похожи на долблёный чёлн, найденный в могильнике у села Хотяновка (Киевская область) у правого берега Десны. По характеру и деталям погребальной обрядности ориентированные на запад древнейшие трупоположения в Киеве и на Среднем Поднепровье имеют прямые аналогии в раннехристианских памятниках на территории Великой Моравии в Микульчице, Скалице, Старом месте, Поганьско, Стара-Коуржим, Колине и Желенках. Борживой Достал и С. С. Ширинский, отмечая сходство инвентаря, писали о полной идентичности дружинных могил Киева и Чернигова погребениям в Великой Моравии. В укреплённом предградье (квартале Микульчицкой агломерации), прилегающем к акрополю (центральному городищу), археологами найдены огромные зальные постройки с покрытым песком земляным полом (свыше 70).

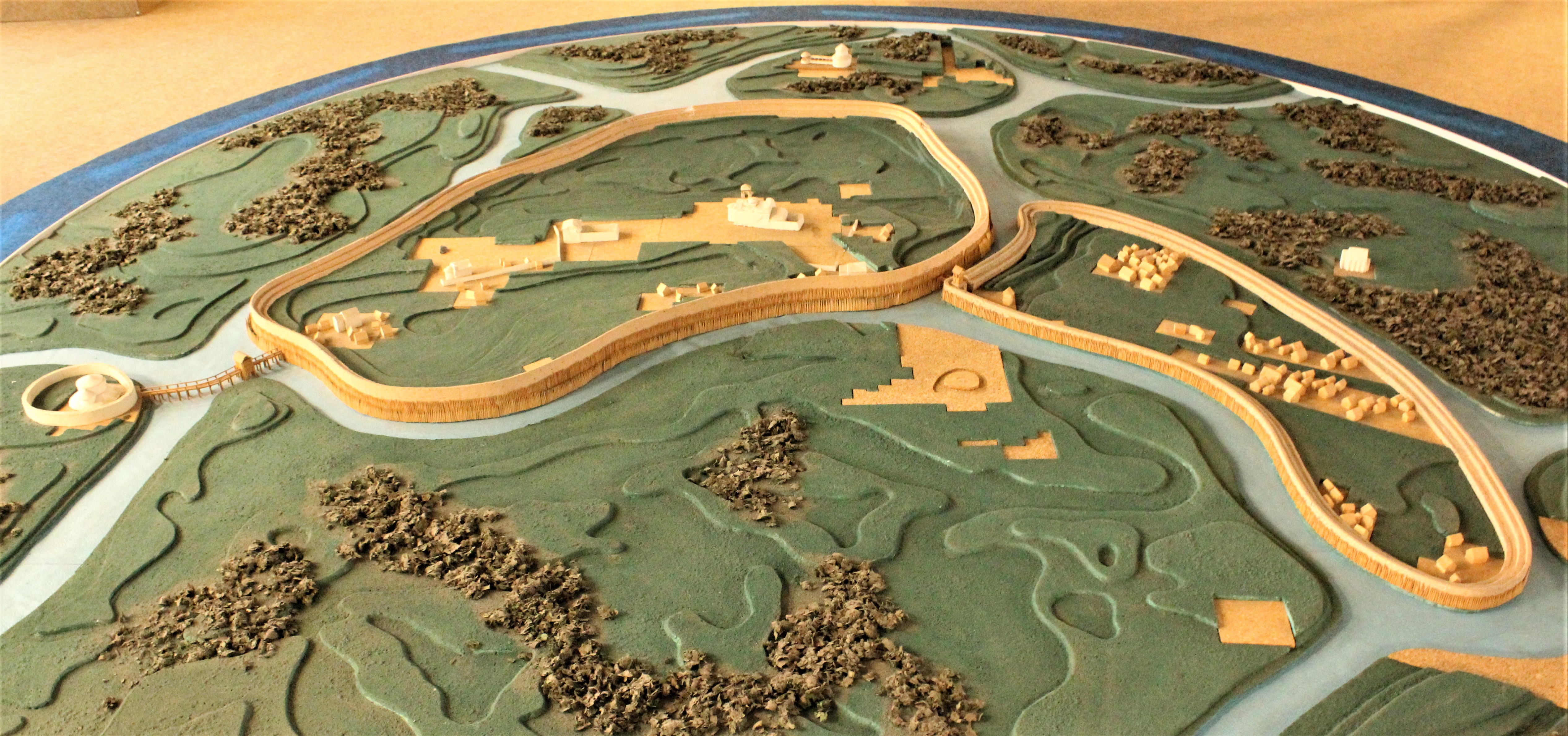
Макет городища Микульчице

Территория Микульчицкого городища с остатками 12 церквей и княжеского дворца охраняется как национальный культурный памятник славянского городища в Микульчицах; с 1963 года здесь установлен Мемориал Великой Моравии. Археопарк Микульчице является филиалом музея Масарика в Годонине, а также здесь расположен археологический исследовательский институт Чешской академии наук в Брно. В настоящее время Микульчице рассматривается ЮНЕСКО как объект Всемирного наследия.
Самое старое письменное упоминание о деревне относится к 1131 году (Miculcici).
Современная деревня Микульчице существует с 1 января 1951 года, когда были объединены первоначальные деревни Микульчиц (Mikulčic) и Тешиц (Těšic).

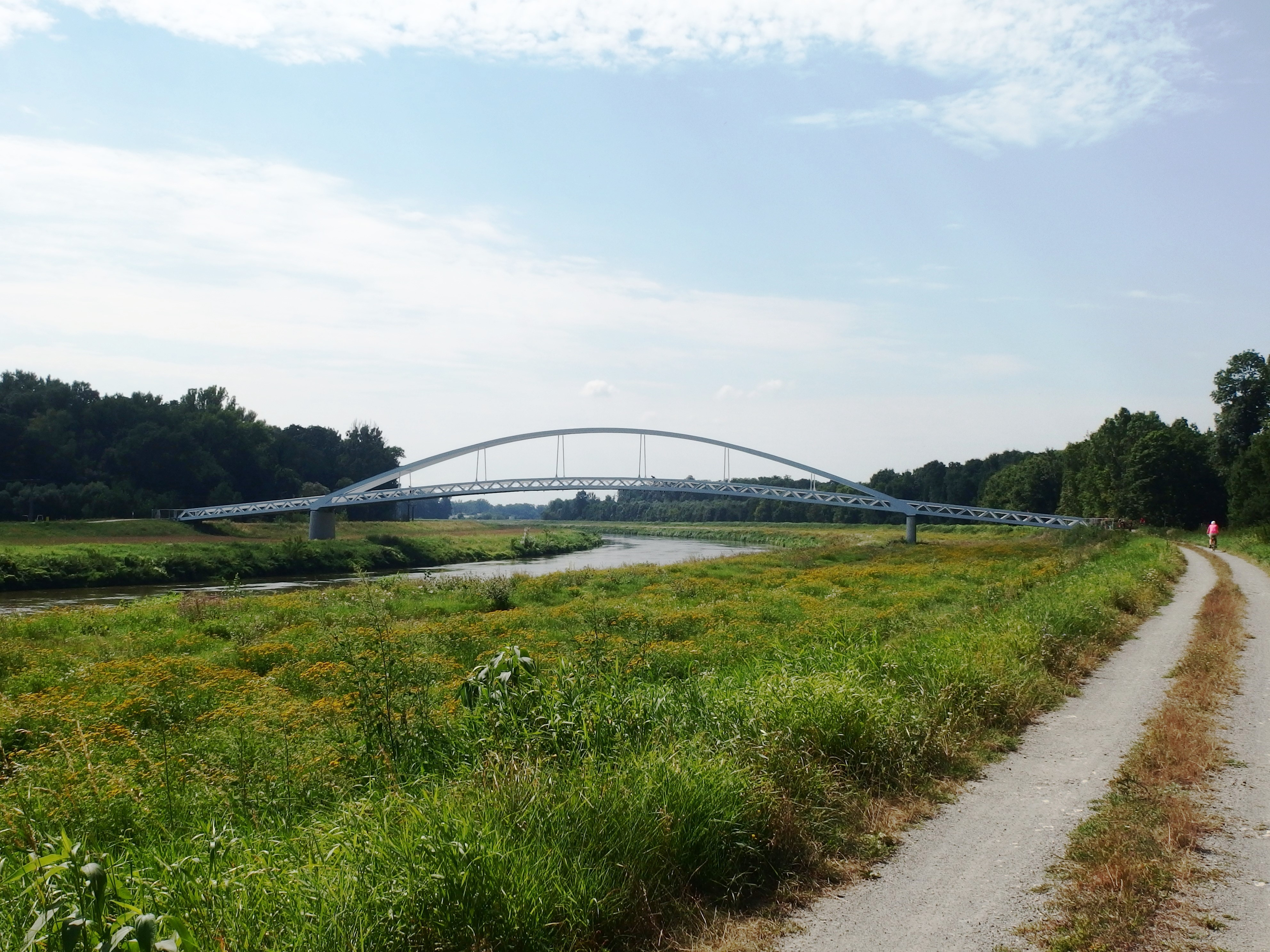
Мост Великой Моравии (Lávka Velké Moravy)

С 2019 года деревня Микульчице соединена пешеходным мостом через реку Морава с соседней словацкой деревней Копчаны.
24 июня 2021 года деревня пострадала от смерча.

## Население
| Год  | Численность | Численность |
| ---- | ----------- | ----------- |
| 1869 | 1574        | [ 20 ]      |
| 1880 | 1805        | [ 20 ]      |
| 1890 | 1915        | [ 20 ]      |
| 1900 | 2022        | [ 20 ]      |
| 1910 | 2004        | [ 20 ]      |
| 1921 | 1980        | [ 20 ]      |
| 1930 | 1981        | [ 20 ]      |
| 1950 | 1924        | [ 20 ]      |
| 1961 | 2011        | [ 20 ]      |
| 1970 | 1898        | [ 20 ]      |
| 1980 | 1737        | [ 20 ]      |
| 1991 | 1751        | [ 20 ]      |
| 2001 | 1906        | [ 20 ]      |
| 2011 | 1881        | [ 20 ]      |
| 2014 | 1951        | [ 21 ]      |
| 2016 | 1959        | [ 22 ]      |
| 2017 | 1968        | [ 23 ]      |
| 2018 | 1961        | [ 24 ]      |
| 2019 | 1953        | [ 25 ]      |
| 2020 | 1946        | [ 26 ]      |
| 2021 | 1956        | [ 27 ]      |
| 2022 | 1981        | [ 28 ]      |
| 2023 | 1966        | [ 29 ]      |
| 2024 | 1991        | [ 30 ]      |
| 2025 | 1973        | [ 4 ]       |